# الرحية (الجزائر)
الرحية بلدة وبلدية تابعة لدائرة مسكيانة في ولاية أم البواقي بالجزائر.